# Chiesa della Beata Vergine del Carmine (Udine)
La chiesa della Beata Vergine del Carmine è uno dei più importanti edifici religiosi di Udine, in provincia ed arcidiocesi di Udine; fa parte del vicariato urbano di Udine.

## Storia
La chiesa e l'annesso convento vengono costruiti e consacrati nel 1525 e vi affidata ai Carmelitani, che vi trasportano dall'area del Gervasutta, dove risiedevano, l'immagine della Madonna che oggi si venera sull'altar maggiore.
Nel 1770 i Carmelitani devono abbandonare sia la chiesa che il convento a causa della soppressione delle corporazioni religiose minori decretata dalla Serenissima Repubblica di Venezia. L'anno successivo subentrarono i Francescani, risparmiati dal decreto, che lasciarono la chiesa di San Francesco e l'annesso convento, trasformato successivamente in ospedale. Con loro portarono il sepolcro e le spoglie del Beato Odorico da Pordenone.
Nel 1806 anche i Francescani devono lasciare la chiesa e il convento in seguito al decreto di Napoleone; due anni dopo il titolo di parrocchiale viene trasferito dalla chiesa di San Pietro nella piazzetta del Pozzo, ora scomparsa, a questa chiesa.
Nel 1831 il vescovo Emmanuele Lodi consacra nuovamente la chiesa e l'altar maggiore, dedicandola alla Beata Vergine del Carmine e ai santi Pietro e Paolo.
Infine, chiesa fu completamente restaurata intorno al 1960.

## Facciata
La chiesa è caratterizzata da due ingressi distinti: uno più antico in via Aquileia e uno in stile moderno in viale Leopardi. La facciata verso via Aquileia è leggermente più arretrata rispetto alle case circostante per la presenza di un breve sagrato; è tipicamente tardo-seicentesca, con tetto a capanna, dove sono insetite due finestre con grate in ferro battuto e una nicchia al centro, occupata da una statua in pietra che raffigura la Vergine col Bambino,opera, come le altre che fanno coronamento ai pilastri della cancellata, della bottega dello scultore Giovanni Bonazza.

## Interno

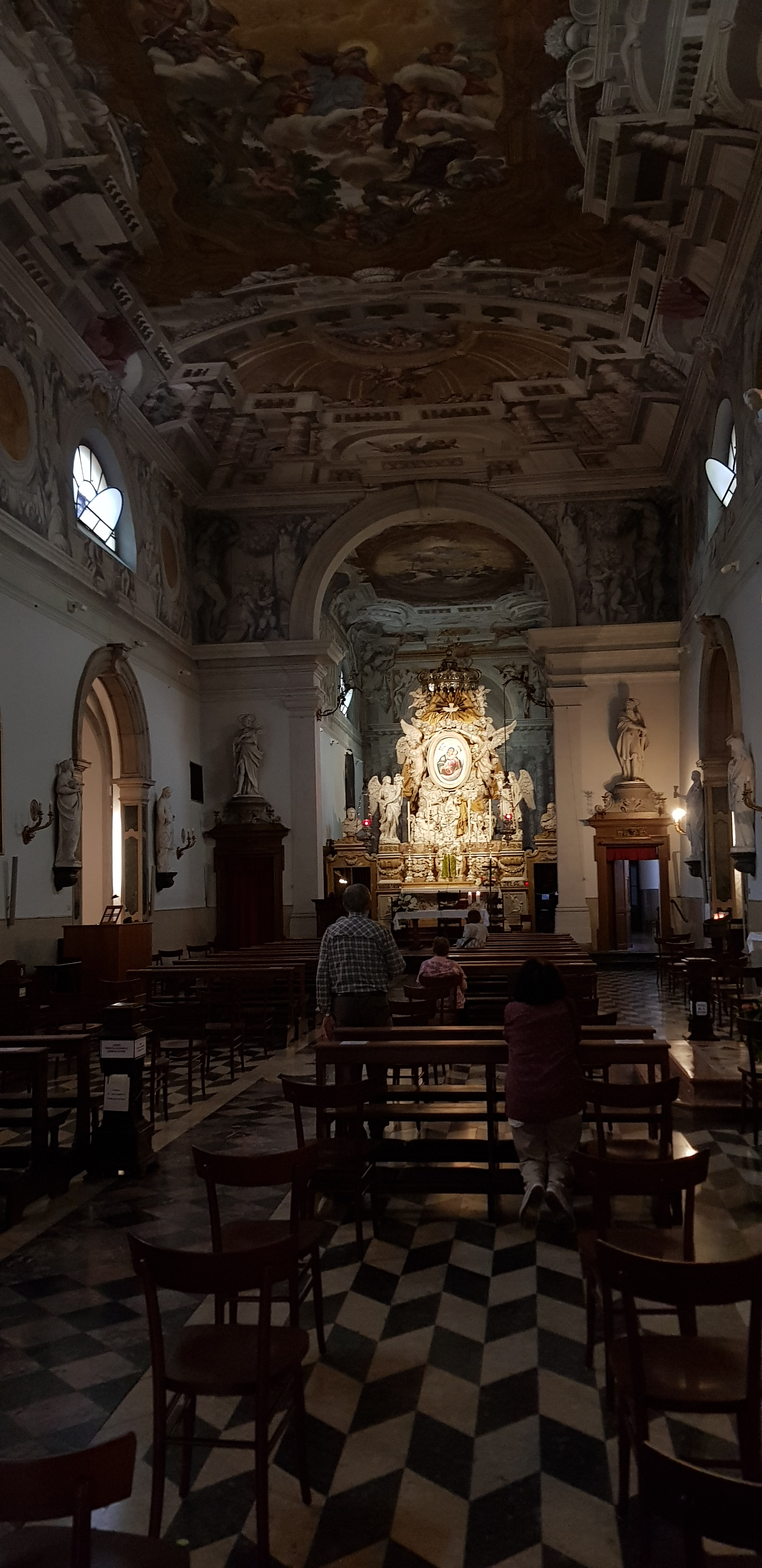
L'interno

Sul soffitto dell'aula è presente la Visione di san Simone Stock e la consegna dello scapolare del Carmelo; si tratta di un'ampia composizione, raccolta in una maestosa cornice architettonica, a prospettiva illusoria, rivolta dal basso verso l'alto. È opera di un seguace di fra' Andrea Pozzo e risale ai primi anni del XVIII secolo. Il fregio alla sommità delle pareti è un buon lavoro di stile caraccesco di Giulio Cesare Begni, risalente al 1620. Sulla parete sinistra si può vedere il dipinto il Beato Odorico da Pordenone in atto di predicare, opera di F. Grillo del XVIII secolo.

### Gli stalli del coro

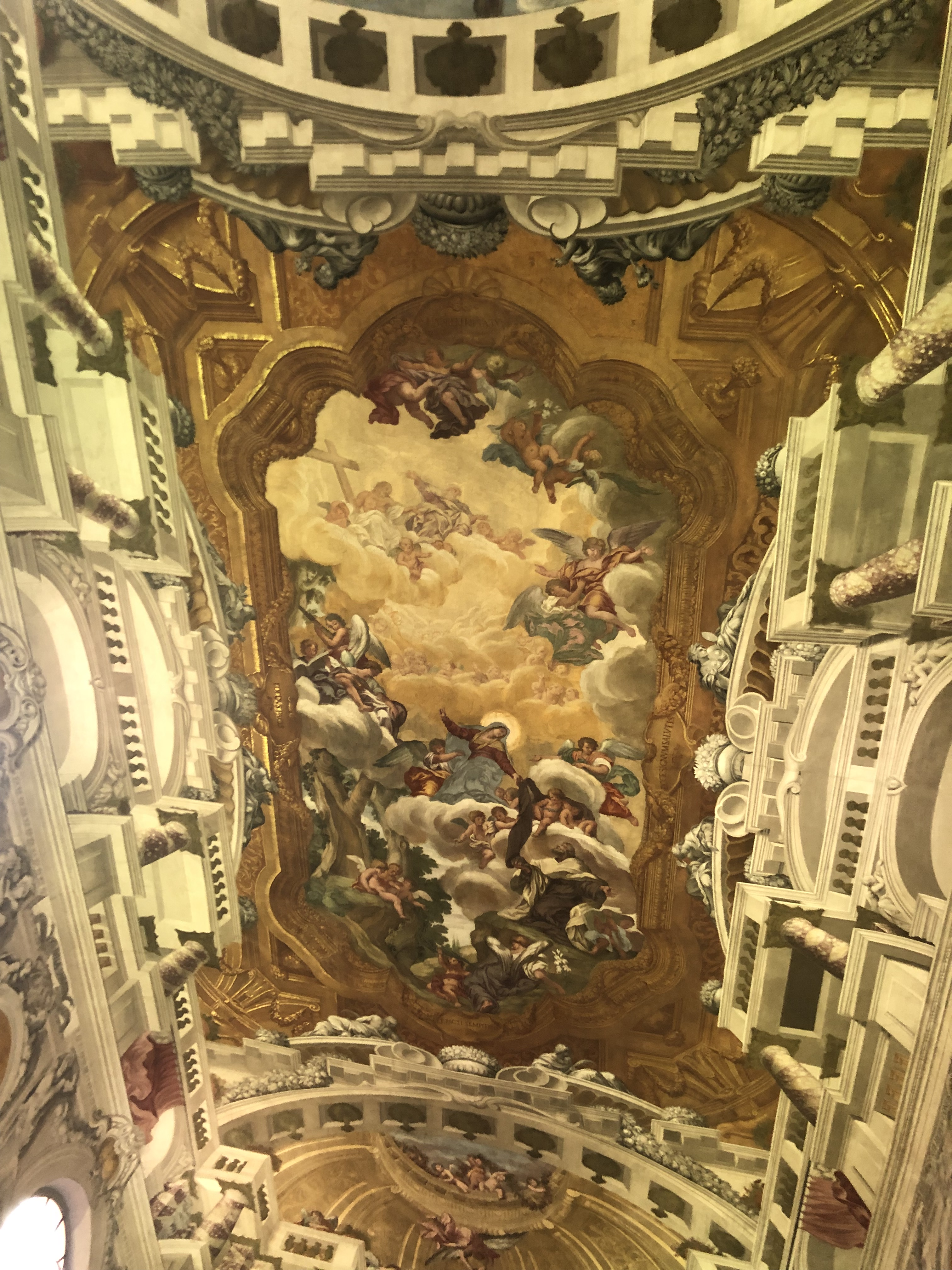
Visione di san Simone Stock e la consegna dello scapolare del Carmelo

Dietro il mestoso altare barocco del presbiterio, opera di Meiring della fine del XVII secolo, sono degni di nota gli stalli del coro in noce con delicati intarsi, anch'essi dello stesso periodo.

### Cappella del Beato Odorico
Opera recente dell'architetto Cesare Miani, all'interno è stato ricomposto il sarcofago scolpito tra il 1331 e il 1332 da Francesco de Sanctis per conservare il corpo del Beato. L'arca è decorata agli angoli con sei piccole statue, tra cui di particolare importanza iconografica un san Francesco d'Assisi. Il bassorilievo principale rappresenta il patriarca Pagano della Torre e il gastaldo patriarcale che venerano la salma del Beato deposta su un lenzuolo; posteriormente un bassorilievo mostra il Beato in atto di predicare.